# Gran Premio d'Australia 1988
Il Gran Premio d'Australia 1988 è stata una gara di Formula 1, disputatasi il 13 novembre 1988 sul Circuito di Adelaide. È stata la sedicesima ed ultima prova del mondiale 1988 ed ha visto la vittoria di Alain Prost su McLaren - Honda, seguito da Ayrton Senna e da Nelson Piquet.

## Prima della gara
- La Larrousse sostituisce Yannick Dalmas, colpito dalla legionellosi, con Pierre-Henri Raphanel.

## Qualifiche
Il neo Campione del Mondo Senna conquista la tredicesima pole position stagionale, battendo di poco più di un decimo il compagno di squadra - rivale Prost. Mansell fa segnare il terzo tempo, davanti a Berger, Piquet e Patrese.

### Classifica
| Pos                     | No | Pilota                | Costruttore                    | Tempo    | Distacco |
| ----------------------- | -- | --------------------- | ------------------------------ | -------- | -------- |
| 1                       | 12 | Ayrton Senna          | McLaren - Honda                | 1'17"748 |          |
| 2                       | 11 | Alain Prost           | McLaren - Honda                | 1'17"880 | +0"132   |
| 3                       | 5  | Nigel Mansell         | Williams - Judd                | 1'19"427 | +1"679   |
| 4                       | 28 | Gerhard Berger        | Ferrari                        | 1'19"517 | +1"769   |
| 5                       | 1  | Nelson Piquet         | Lotus - Honda                  | 1'19"535 | +1"787   |
| 6                       | 6  | Riccardo Patrese      | Williams - Judd                | 1'19"925 | +2"177   |
| 7                       | 17 | Derek Warwick         | Arrows - Megatron              | 1'20"086 | +2"338   |
| 8                       | 19 | Alessandro Nannini    | Benetton - Ford                | 1'20"182 | +2"434   |
| 9                       | 16 | Ivan Capelli          | March - Judd                   | 1'20"459 | +2"711   |
| 10                      | 20 | Thierry Boutsen       | Benetton - Ford                | 1'20"486 | +2"738   |
| 11                      | 36 | Alex Caffi            | Dallara Scuderia Italia - Ford | 1'20"781 | +3"033   |
| 12                      | 27 | Michele Alboreto      | Ferrari                        | 1'20"844 | +3"096   |
| 13                      | 2  | Satoru Nakajima       | Lotus - Honda                  | 1'20"852 | +3"104   |
| 14                      | 23 | Pierluigi Martini     | Minardi - Ford                 | 1'21"133 | +3"385   |
| 15                      | 22 | Andrea De Cesaris     | Rial - Ford                    | 1'21"164 | +3"416   |
| 16                      | 14 | Philippe Streiff      | AGS - Ford                     | 1'21"262 | +3"514   |
| 17                      | 3  | Jonathan Palmer       | Tyrrell - Ford                 | 1'21"307 | +3"559   |
| 18                      | 18 | Eddie Cheever         | Arrows - Megatron              | 1'21"393 | +3"645   |
| 19                      | 15 | Maurício Gugelmin     | March - Judd                   | 1'21"554 | +3"806   |
| 20                      | 33 | Stefano Modena        | EuroBrun - Ford                | 1'21"856 | +4"108   |
| 21                      | 24 | Luis Pérez-Sala       | Minardi - Ford                 | 1'21"893 | +4"145   |
| 22                      | 26 | Stefan Johansson      | Ligier - Judd                  | 1'21"988 | +4"240   |
| 23                      | 25 | René Arnoux           | Ligier - Judd                  | 1'22"028 | +4"280   |
| 24                      | 30 | Philippe Alliot       | Lola Larrousse - Ford          | 1'22"211 | +4"463   |
| 25                      | 32 | Oscar Larrauri        | EuroBrun - Ford                | 1'22"213 | +4"465   |
| 26                      | 9  | Piercarlo Ghinzani    | Zakspeed                       | 1'22"348 | +4"600   |
| Vetture non qualificate |    |                       |                                |          |          |
| NQ                      | 31 | Gabriele Tarquini     | Coloni - Ford                  | 1'22"393 | +4"645   |
| NQ                      | 4  | Julian Bailey         | Tyrrell - Ford                 | 1'22"529 | +4"781   |
| NQ                      | 29 | Pierre-Henri Raphanel | Lola Larrousse - Ford          | 1'22"733 | +4"985   |
| NQ                      | 10 | Bernd Schneider       | Zakspeed                       | 1'23"025 | +5"277   |

## Gara
Al via Senna parte male, perdendo la testa della corsa e venendo affiancato anche da Mansell; l'inglese deve però desistere dal tentativo d'attacco, cedendo la posizione anche a Berger e Piquet. Il pilota austriaco della Ferrari sopravanza Senna nel corso del terzo passaggio, superando poi anche Prost undici tornate più tardi e prendendo il comando: lo mantiene fino al 25º giro, quando si deve ritirare in seguito ad un contatto con il doppiato Arnoux. Da questo momento in poi, Prost conduce sino alla bandiera a scacchi, vincendo davanti a Senna, Piquet, Patrese, Boutsen e Capelli. Con Piquet la Lotus conquista il suo ultimo podio in Formula 1 (da qui in poi il team britannico attraverserà una crisi sempre più profonda fino alla chiusura definitiva nel 1994).

### Classifica
| Pos | N. | Pilota                | Costruttore/Motore             | Giri | Tempo/Ritiro                   | Griglia | Punti |
| --- | -- | --------------------- | ------------------------------ | ---- | ------------------------------ | ------- | ----- |
| 1   | 11 | Alain Prost           | McLaren - Honda                | 82   | 1h53'14"676                    | 2       | 9     |
| 2   | 12 | Ayrton Senna          | McLaren - Honda                | 82   | + 36"387                       | 1       | 6     |
| 3   | 1  | Nelson Piquet         | Lotus - Honda                  | 82   | + 47"546                       | 5       | 4     |
| 4   | 6  | Riccardo Patrese      | Williams - Judd                | 82   | + 1'20"088                     | 6       | 3     |
| 5   | 20 | Thierry Boutsen       | Benetton - Ford                | 81   | + 1 giro                       | 10      | 2     |
| 6   | 16 | Ivan Capelli          | March - Judd                   | 81   | + 1 giro                       | 9       | 1     |
| 7   | 23 | Pierluigi Martini     | Minardi - Ford                 | 80   | + 2 giri                       | 14      |       |
| 8   | 22 | Andrea De Cesaris     | Rial - Ford                    | 77   | Fine benzina                   | 15      |       |
| 9   | 26 | Stefan Johansson      | Ligier - Judd                  | 76   | Fine benzina                   | 22      |       |
| 10  | 30 | Philippe Alliot       | Lola Larrousse - Ford          | 75   | Fine benzina                   | 24      |       |
| 11  | 14 | Philippe Streiff      | AGS - Ford                     | 73   | Problemi elettrici             | 16      |       |
| Rit | 9  | Piercarlo Ghinzani    | Zakspeed                       | 69   | Problemi al sistema di benzina | 26      |       |
| Rit | 5  | Nigel Mansell         | Williams - Judd                | 65   | Testacoda                      | 3       |       |
| Rit | 19 | Alessandro Nannini    | Benetton - Ford                | 63   | Testacoda                      | 8       |       |
| Rit | 33 | Stefano Modena        | EuroBrun - Ford                | 63   | Problemi al semiasse           | 20      |       |
| Rit | 17 | Derek Warwick         | Arrows - Megatron              | 52   | Motore                         | 7       |       |
| Rit | 18 | Eddie Cheever         | Arrows - Megatron              | 51   | Motore                         | 18      |       |
| Rit | 15 | Maurício Gugelmin     | March - Judd                   | 46   | Collisione con S.Nakajima      | 19      |       |
| Rit | 2  | Satoru Nakajima       | Lotus - Honda                  | 45   | Collisione con M.Gugelmin      | 13      |       |
| Rit | 24 | Luis Pérez-Sala       | Minardi - Ford                 | 41   | Motore                         | 21      |       |
| Rit | 36 | Alex Caffi            | Dallara Scuderia Italia - Ford | 32   | Problemi alla frizione         | 11      |       |
| Rit | 28 | Gerhard Berger        | Ferrari                        | 25   | Collisione con R.Arnoux        | 4       |       |
| Rit | 25 | René Arnoux           | Ligier - Judd                  | 24   | Collisione con G.Berger        | 23      |       |
| Rit | 3  | Jonathan Palmer       | Tyrrell - Ford                 | 16   | Problemi alla trasmissione     | 17      |       |
| Rit | 32 | Oscar Larrauri        | EuroBrun - Ford                | 12   | Problemi al semiasse           | 25      |       |
| Rit | 27 | Michele Alboreto      | Ferrari                        | 0    | Collisione con A.Caffi         | 12      |       |
| NQ  | 31 | Gabriele Tarquini     | Coloni - Ford                  |      |                                |         |       |
| NQ  | 4  | Julian Bailey         | Tyrrell - Ford                 |      |                                |         |       |
| NQ  | 29 | Pierre-Henri Raphanel | Lola Larrousse - Ford          |      |                                |         |       |
| NQ  | 10 | Bernd Schneider       | Zakspeed                       |      |                                |         |       |
| NPQ | 21 | Nicola Larini         | Osella - Alfa Romeo            |      |                                |         |       |

## Classifiche

### Piloti
| Pos. | Pilota             | Punti    |
| ---- | ------------------ | -------- |
| 1    | Ayrton Senna       | 90 (94)  |
| 2    | Alain Prost        | 87 (105) |
| 3    | Gerhard Berger     | 41       |
| 4    | Thierry Boutsen    | 27       |
| 5    | Michele Alboreto   | 24       |
| 6    | Nelson Piquet      | 22       |
| 7    | Ivan Capelli       | 17       |
| 8    | Derek Warwick      | 17       |
| 9    | Nigel Mansell      | 12       |
| 10   | Alessandro Nannini | 12       |
| 11   | Riccardo Patrese   | 8        |
| 12   | Eddie Cheever      | 6        |
| 13   | Maurício Gugelmin  | 5        |
| 14   | Jonathan Palmer    | 5        |
| 15   | Andrea De Cesaris  | 3        |
| 16   | Satoru Nakajima    | 1        |
| 17   | Pierluigi Martini  | 1        |

### Costruttori
| Pos. | Team              | Punti |
| ---- | ----------------- | ----- |
| 1    | McLaren - Honda   | 199   |
| 2    | Ferrari           | 65    |
| 3    | Benetton - Ford   | 39    |
| 4    | Lotus - Honda     | 23    |
| 5    | Arrows - Megatron | 23    |
| 6    | March - Judd      | 22    |
| 7    | Williams - Judd   | 20    |
| 8    | Tyrrell - Ford    | 5     |
| 9    | Rial - Ford       | 3     |
| 10   | Minardi - Ford    | 1     |